# Bertran Riquer
Bertran Riquer (Catalunya, segle xiii - cap a 1316) va ser un arquitecte del palau i mestre d'obra gòtic i va ser l'encarregat d'iniciar la capella de Santa Àgata (o Santa Àgueda) (1302-11), que van continuar a partir de 1316 Jaume del Rei i Pere d'Olivera. Junt amb Pere de Prenafeta, va construir el sepulcre dels reis Jaume II i Blanca d'Anjou (1312-15) al monestir de Santes Creus. Probablement intervingué també en la construcció del monestir de Pedralbes, a Barcelona.